# 警觉管巢蛛
警觉管巢蛛（学名：Clubiona vigil）为管巢蛛科管巢蛛属的动物。分布于日本、朝鲜以及中国大陆的湖北、河北等地，主要栖息于棉田以及稻田。该物种的模式产地在日本。